# Pizzo dell'Uomo (bergstopp i Schweiz, Uri)
Pizzo dell'Uomo är en bergstopp i Schweiz.   Den ligger i kantonen Uri, i den centrala delen av landet, 90 km sydost om huvudstaden Bern. Toppen på Pizzo dell'Uomo är 2 686 meter över havet, eller 48 meter över den omgivande terrängen. Bredden vid basen är 0,27 km.
Terrängen runt Pizzo dell'Uomo är huvudsakligen bergig, men den allra närmaste omgivningen är kuperad. Runt Pizzo dell'Uomo är det glesbefolkat, med 15 invånare per kvadratkilometer.. Närmaste större samhälle är Airolo, 7,9 km sydost om Pizzo dell'Uomo. 
Trakten runt Pizzo dell'Uomo består i huvudsak av gräsmarker.